# De bende van de Witte Veer
De bende van de Witte Veer is een Nederlands jeugdboek uit 2017 dat geschreven is door Paul van Loon en geïllustreerd is door Hugo van Look. Het boek is een vervolg op Raveleijn. In 2023 verscheen op dit boek weer een vervolg, Het bloed van de Laatste Draak. De boekenreeks is geschreven in samenwerking met de Efteling.

## Achtergrond
De bende van de Witte Veer was van origine een roversbende die zich in de 17e eeuw vestigde in Kaatsheuvel en omstreken. De bende maakte dankbaar gebruik van de grens tussen Holland en Brabant om vervolging te ontlopen. Aan beide zijden van de grens van Staats-Brabant en Holland gold een andere jurisdictie, waardoor ze minder gemakkelijk gepakt konden worden.